# Codex Dublinensis
Der Codex Dublinensis (Gregory-Aland no. Z oder 035; von Soden ε 26) ist eine Handschrift in griechischer Sprache, die auf das 6. Jahrhundert datiert wird. Sie enthält den Text des Evangeliums nach Matthäus unvollständig. 
Der Codex ist ein Palimpsest. Über den Evangelientext wurden im 10. oder 11. Jahrhundert patristische Texte von Gregor von Nazianz und Johannes Chrysostomos geschrieben. Zum Codex gehören auch acht Blätter mit Texten aus dem Buch Jesaja, ebenfalls aus dem 6. Jahrhundert (Fragmenta Dublinensia, Nr. 918 nach Rahlfs).

## Beschreibung
Die Handschrift besteht aus 32 Pergamentblättern im Format 27 × 20 cm, die einspaltig mit 21 Zeilen beschrieben sind.  Sie enthält die Ammonianischen Abschnitte, aber nicht den Eusebischen Kanon.
Akzente sowie Spiritus asper und lenis fehlen. Die Buchstaben sind große und einfache Unzialen, es kommen itazistische Fehler vor wie die Verwechslung von αι mit ε, und ι mit ει.
Der Text repräsentiert den alexandrinischen Texttyp, (ähnlich dem Codex Sinaiticus), mit zahlreichen eigenen Lesarten, und wird der Kategorie III zugeordnet.

## Text
Matthäus 1,17–2,6; 2,13–20; 4,4–13; 5,45–6,15; 7,16–8,6; 10,40–11,18; 12,43–13,11; 13,57–14,19; 15,13–23; 17,9–17; 17,26–18,6; 19,4–12. 21–28; 20,7–21,8; 21,23–30; 22,16–25; 22,37–23,3; 23,15–23; 24,15–25; 25,1–11; 26,21–29. 62–71

## Geschichte
1787 entdeckte John Barrett in der Handschrift des 10./11. Jahrhunderts die älteren Texte von Matthäus. Im Jahre 1853 belebte Tregelles die verblassten Buchstaben mit Chemikalien und fand weitere Details heraus.
Der Codex wird im Trinity College (Add. 6594 [K.3.4]) in Dublin verwahrt.